# Bosques húmedos del Atlántico centroamericano
La ecorregión de los bosques húmedos del Atlántico centroamericano (NT0111) abarca los bosques costeros de las tierras bajas de Honduras, el sureste de Guatemala y los bosques orientales de Nicaragua. La mitad de la ecorregión es un bosque tropical siempreverde de dosel cerrado, con árboles de hasta 50 metros de altura. Esta ecorregión cuenta con el mayor fragmento de bosque natural de Centroamérica, con una extensión de 14.629 kilómetros cuadrados. El área total es de 89.979 kilómetros cuadrados.

## Ubicación y descripción
La ecorregión se extiende a lo largo de 700 km desde el valle del lago de Izabal, en el sureste de Guatemala, pasando por la costa norte de Honduras (en una franja de 50 km de ancho), y bajando por la mayor parte de la mitad oriental de Nicaragua. La altitud media es de 293 metros, con un máximo de 2.270 metros.

## Clima
El clima de la ecorregión es un clima tropical monzónico (clasificación climática de Köppen (Am)). Este clima se caracteriza por unas temperaturas relativamente uniformes a lo largo del año (todos los meses tienen una temperatura media superior a los 18 °C), y una estación seca pronunciada. El mes más seco tiene menos de 60 mm de precipitaciones, pero más de (100-(media/25) mm. Este clima está a medio camino entre un bosque tropical húmedo y una sabana tropical.  La precipitación media en la ecorregión es de 2.333 mm/año.

## Flora y fauna
La mitad de la ecorregión es bosque húmedo latifoliado de dosel cerrado, pero con un 30% del territorio convertido a la agricultura. El resto es bosque perennifolio de dosel abierto o humedal herbáceo.  Entre 1990 y 2000, la ecorregión experimentó una deforestación a un ritmo ligeramente inferior al 1% anual. La ecorregión contiene una serie de grandes fragmentos no perturbados, lo que es importante para las especies de animales más grandes. (Se calcula que los mamíferos más grandes necesitan un fragmento de 100 km² para mantener poblaciones viables).

## Áreas protegidas
El 42% de la ecorregión está oficialmente protegida. Estas áreas protegidas incluyen.
- Reserva de biosfera Bosawás
- Reserva de biosfera Río Plátano
- Chocón Machacas